# 升天主教座堂 (阿拉木圖)

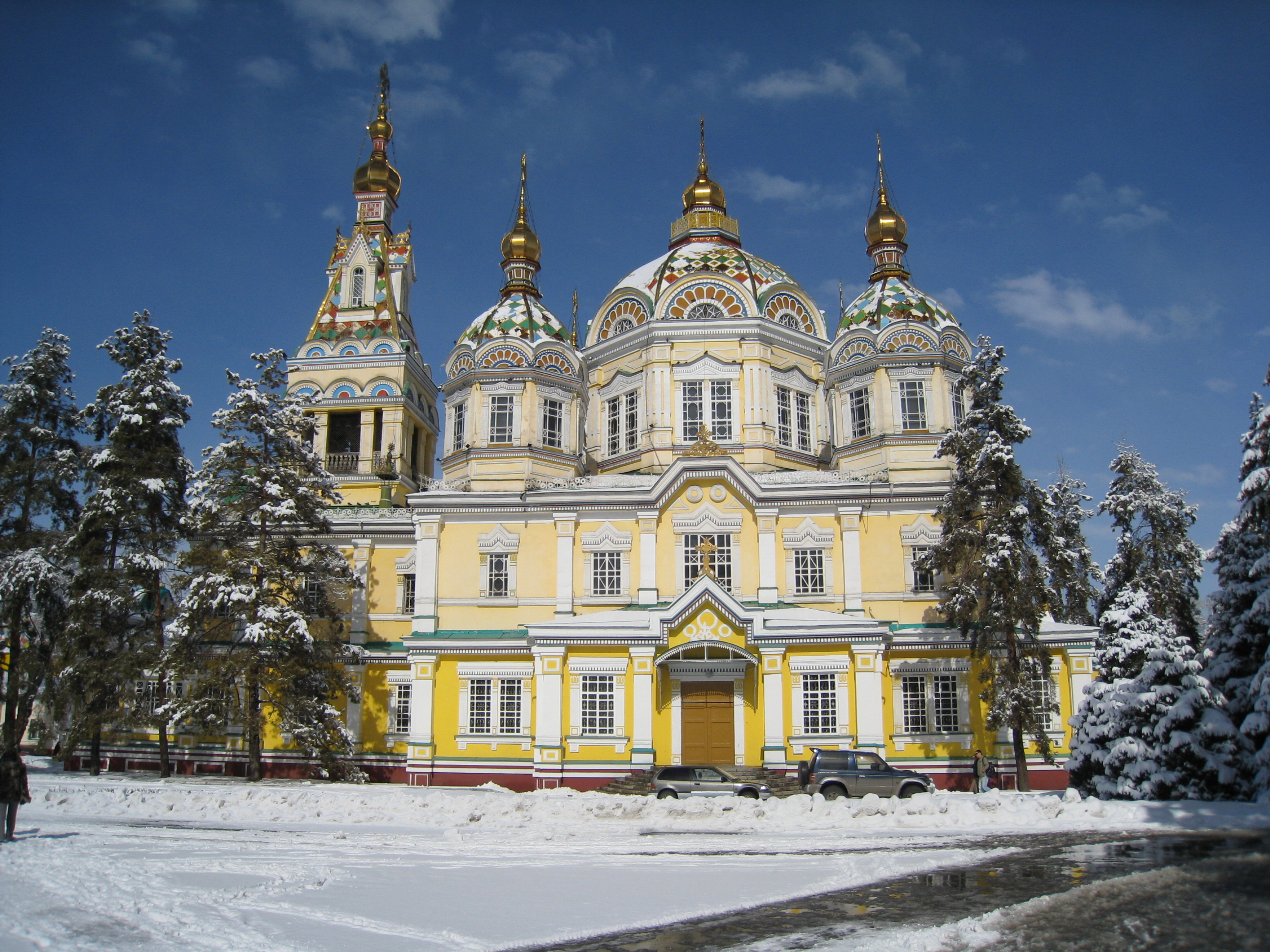
教堂側面冬景

升天主教座堂（俄語：Вознесенский собор，英語：又稱Zenkov Cathedral）是哈薩克斯坦最大城市阿拉木圖一座東正教主教座堂。高度56公尺是全世界第二高的木製教堂，整座建築更沒有使用過一根釘子。
教堂在1903年9月26日奠基，1907年啟用。蘇聯時期曾用作博物館、鐘樓被用作廣播發射塔。1973年曾作修復工作。1995年5月歸還俄羅斯正教會。1997年重開。2004年獲聯合國教科文組織亞太區文物古蹟保護獎傑出項目獎。